# Kobylin (Prostki)
Kobylin (deutsch Kobylinnen (Gut), 1938 bis 1945 Kobilinnen) ist ein Dorf in der polnischen Woiwodschaft Ermland-Masuren, der zur Landgemeinde Prostki (Prostken) im Powiat Ełcki (Kreis Lyck).

## Geographische Lage
Kobylin liegt im südlichen Osten der Woiwodschaft Ermland-Masuren, 14 Kilometer südlich der Kreisstadt Ełk (Lyck).

## Geschichte
Innerhalb der Landgemeinde Kobylinnen (polnisch Kobylinek) wurde 1827 das Gut gleichen Namens gegründet, das heute den Kern des Dorfes Kobylin bildet. Bis 1945 war das Gut in die Landgemeinde integriert, gehörte somit zum Kreis Lyck im Regierungsbezirk Gumbinnen (ab 1905: Regierungsbezirk Allenstein) in der preußischen Provinz Ostpreußen. Im Jahre 1905 zählte der Gutsort 79 Einwohner. Die Namensschreibweise änderte sich 1938 in „Kobilinnen“.
Aufgrund der Bestimmungen des Versailler Vertrags stimmte die Bevölkerung im Abstimmungsgebiet Allenstein, zu dem Kobylinnen gehörte, am 11. Juli 1920 über die weitere staatliche Zugehörigkeit zu Ostpreußen (und damit zu Deutschland) oder den Anschluss an Polen ab. In Kobylinnen stimmten 100 Einwohner für den Verbleib bei Ostpreußen, auf Polen entfiel keine Stimme.
In Kriegsfolge kamen Gemeinde und Gut mit dem gesamten südlichen Ostpreußen zu Polen, wobei beide Orte verselbständigt und mit einem eigenen Namen versehen wurden: das Gut Kobilinnen heißt jetzt „Kobylin“, das Dorf „Kobylinek“. Beide sind auch Sitz je eines Schulzenamtes (polnisch Sołectwo) und somit Orte im Verbund der Landgemeinde Prostki (Prostken) im Powiat Ełcki (Kreis Lyck), bis 1998 der Woiwodschaft Suwałki, seither der Woiwodschaft Ermland-Masuren zugehörig.

## Religionen
Mit der Muttergemeinde Kobylinnen resp. Kobilinnen war das Gut vor 1945 in die evangelische Kirche Ostrokollen (1938 bis 1945 Scharfenrade, polnisch Ostrykół) in der Kirchenprovinz Ostpreußen der Kirche der Altpreußischen Union sowie in die römisch-katholische Kirche St. Adalbert in Lyck (polnisch Ełk) im Bistum Ermland eingepfarrt.
Heute gehört Kobylin katholischerseits zur Pfarrei in Prostki (Prostken), die im nähergelegenen Sokółki (Sokolken, 1938 bis 1945 Stahnken) eine Filialkirche betreut und zum Bistum Ełk der Römisch-katholischen Kirche in Polen gehört. Die evangelischen Einwohner halten sich zur Kirchengemeinde in der Kreisstadt Ełk (Lyck), einer Filialgemeinde der Pfarrei in Pisz (Johannisburg) in  der Diözese Masuren der Evangelisch-Augsburgischen Kirche in Polen.

## Verkehr
Kobylin liegt an der Nebenstraße 1870N, die bei Niedźwiedzkie (Niedzwetzken, 1936 bis 1945 Wiesengrund) von der polnischen Landesstraße 65 (frühere deutsche Reichsstraße 132) abzweigt und über Miłusze (Mylussen, 1938 bis 1945 Milussen) nach Sokółki (Sokolken, 1938 bis 1945 Stahnken) führt.